# جوزيف ر. هولاند
جوزيف ر. هولاند (بالإنجليزية: Joseph R. Holland)‏ هو سياسي أمريكي، ولد في 12 يونيو 1936. حزبياً، نشط في الحزب الجمهوري. وقد انتخب عضو جمعية ولاية نيويورك.